# Códigos da modernidade
Códigos da Modernidade criado pelo educador colombiano Bernardo Toro,  listam capacidades e competências mínimas para a participação produtiva no século XXI.

## Código
1.Domínio da leitura e da escrita
- Para se viver e trabalhar na sociedade altamente urbanizada e tecnificada do século XXI será necessário um domínio cada vez maior da leitura e da escrita. As crianças e adolescentes terão de saber comunicar-se usando palavras, números e imagens.
- Por isso, os melhores professores, as melhores salas de aula e os melhores recursos técnicos devem ser destinados às primeiras séries do ensino fundamental. Saber ler e escrever já não é um simples problema de alfabetização, é um autêntico problema de sobrevivência.
- Todas as crianças devem aprender a ler e a escrever com desenvoltura nas primeiras séries do ensino fundamental, para poderem participar ativa e produtivamente da vida social.

2.Capacidade de fazer cálculos e de resolver problemas
- Na vida diária e no trabalho é fundamental saber calcular e resolver problemas.
- Calcular é fazer contas. Resolver problemas é tomar decisões fundamentadas em todos os domínios da existência humana.
- Na vida social é necessário dar solução positiva aos problemas e às crises. Uma solução é positiva quando produz o bem de todos.
- Na sala de aula, no pátio, na direção da escola é possível aprender a viver democraticamente e positivamente, solucionando as dificuldades de modo construtivo e respeitando os direitos humanos.

3.Capacidade de analisar, sintetizar e interpretar dados, fatos e situações
- Na sociedade moderna é fundamental a capacidade de descrever, analisar e comparar, para que a pessoa possa expor o próprio pensamento oralmente ou por escrito.
- Não é possível participar ativamente da vida da sociedade global, se não somos capazes de manejar símbolos, signos, dados, códigos e outras formas de expressão lingüística.
- Para serem produtivos na escola, no trabalho e na vida com um todos, os alunos deverão aprender a expressar-se com precisão por escrito.

4.Capacidade de compreender e atuar em seu entorno social
- A construção de uma sociedade democrática e produtiva requer que as criança e jovens recebam informações e formação que lhes permitam atuar como cidadãos. Exercer a cidadania significa:
- Ser uma pessoa capaz de converter problemas em oportunidades.
- Ser capaz de organizar-se para defender seus interesses e solucionar problemas, através do diálogo e da negociação respeitando as regras, leis e normas estabelecidas.
- Criar unidade de propósitos partir da diversidade e da diferença, sem jamais confundir unidade com uniformidade.
- Atuar para fazer do Brasil um estado social de direito, isto é, trabalhar para fazer possíveis, para todos, os direitos humanos.

5.Receber criticamente os meios de comunicação
- Um receptor crítico dos meios de comunicação (cinema, televisão, rádios, jornais, revistas) é alguém que não se deixa manipular como pessoa, como consumidor, como cidadão.
- Aprender a entender os meios de comunicação nos permite usá-los para nos comunicarmos à distância, para obtermos educação básica e profissional, articularmo-nos em nível planetário e para conhecermos outros modelos de convivência e produtividade.
- Os meios de comunicação não são passatempos. Eles produzem e reproduzem novos saberes, éticas e estilos de vida. Ignorá-los é viver de costas para o espírito do tempo em que nos foi dado viver.
- Todas as crianças adolescentes e educadores devem aprender a interagir com as diversas linguagens expressivas dos meios de comunicação para que possam criar formas novas de pensar, sentir e atuar no convívio democrático.

6.Capacidade para localizar, acessar e usar melhor a informação acumulada
- Num futuro bem próximo, será possível ingressar no mercado de trabalho sem saber localizar dados, pessoas, experiências e, principalmente, sem saber como usar essa informação para resolver problemas. Será necessário consultar rotineiramente bibliotecas, hemerotecas, videotecas, centros de informação e documentação, museus, publicações especializadas e redes eletrônicas.
- Descrever, sistematizar e difundir conhecimentos será fundamental.
- Todas as crianças e adolescentes devem, portanto, aprender a manejar a informação.

7.Capacidade de planejar, trabalhar e decidir em grupo
- Saber associar-se, saber trabalhar e produzir em equipe, saber coordenar, são saberes estratégicos para a produtividade e fundamentais para a democracia.
- A capacidade de trabalhar, planejar e decidir em grupo se forma cotidianamente através de um modelo de ensino-aprendizagem autônomo e cooperativo (Educação Personalizada em Grupo).
- Por esse método, a criança aprende a organizar grupos de trabalho, negociar com seus colegas para selecionar metas de aprendizagem, selecionar estratégias e métodos para alcançá-las, obter informações necessárias para solucionar problemas, definir níveis de desempenho desejados e expor e defender seus trabalhos.
- Na Educação Personalizada em Grupo, com apoio de roteiros de estudo tecnicamente elaborados a capacidade de decidir, planejar e trabalhar em grupo vai se formando à medida que se permite à criança e ao adolescente ir construindo o conhecimento.
- Nestas pedagogias auto-ativas e cooperativas, o professor é um orientador e um motivador para a aprendizagem.[1]